# Japán sör
A japán sör négy fő gyártója az Asahi, Kirin, Sapporo, és a  Suntory, melyek főleg világos söröket készítenek 5,0% körüli alkoholtartalommal. Pilsner fajtájú világos sörök a legelterjedtebbek Japánban, de a sörhöz hasonló, de kevesebb malátával rendelkező italok, melynek  neve happósu (szó szerint pezsgő alkohol),  vagy a malátamenetes  (発泡性; Hepburn: happōshu) is nagy részben jelen vannak a piacon, mivel ezekre lényegesen alacsony az adó.
Mikrosörfőzők is növekvő népszerűségre tettek szert az 1990-es évek óta, mivel a különböző ízű és stílusú söröket összehangolták, hangsúlyt fektetve a szaktudásra, amihez hozzájárult a hozzávalók minősége és származása.
A sörre specializálódott bárok és pubok is népszerűségre tettek szert Japán főbb városaiban, mint Tokió és Oszaka, ahol igazán vibráló bárokat és pubokat hoztak létre, nagy hangsúlyt fektetve a helyi és amerikai sörökre.

## Története
Japánban a sör a 17. században jelent meg, amikor a holland kereskedők megjelentek Dedzsimán Nagaszakiban, és sörbárokat hoztak létre a matrózoknak, akik a Japán és Holland Birodalom közötti kereskedelmi útvonalon hajóztak. [forrás?]
Amikor Japán újra megnyitotta a kapuit a Meidzsi-korban, elkezdtek söröket importálni, de érkeztek ide is Európából és egyéb helyekről szakképzett sörfőzők, hogy hozzájáruljanak a helyi sörkereskedelemhez.
A ma Kirin néven ismert sörfőzde Jokohamában indult még Spring Valley Sörfőzde néven még 1869-ben, amit magánvállalatként indított egy norvég-amerikai, William Copeland. A Sapporo Sörfőzdét 1876-ban alapították, mint egy kormányzat által irányított fejlesztési terv, amit Hokkaidónak csináltak. Az Asahi Sörfőzde  a kezdő összeget az Ószaka Sörfőző Cég beindítására 1889-ben kersete meg, majd az Asahi sör márkára az engedélyt  1892-ben kapta meg.

## Piac mérete

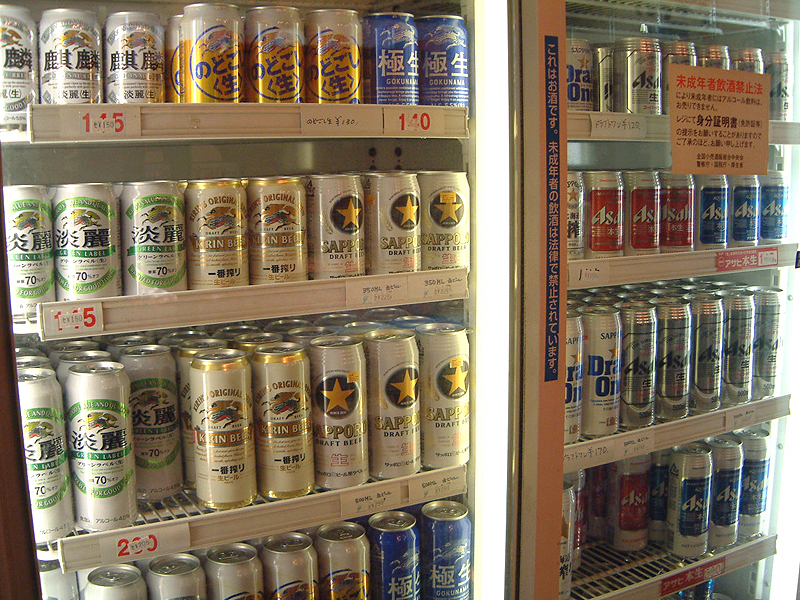
Japanese convenience store selection of beer

A sör vagy a sörhöz hasonló happósu italok a legnépszerűbb szeszes italok Japánban, ami megmagyarázza, hogy miért teszi ki a kétharmad részét a 9 milliárd liter alkoholnak, amit 2006-ban mértek.
Japán hazai összfogyasztása 187,37 millió kiloliter, ami 2012-ben a globális sörpiacon 5,5 millió kiloliter vagyis 3%. Ez a statisztika a teljes sörfogyasztásra vonatkozik Japánban, amibe beletartozik a sörhöz hasonló és a maláta nélküli sör is.
Az országok sörfogyasztásának listáján Japán 40. helyezést ért el 2012-ben, ami 43,5 liter per főt jelent, és megmutatja a japánok alkohol fogyasztását. Demográfiai tényezőkkel kapcsolatban számítanak arra, hogy tovább csökken a tömeg-piac-sör-termékek eladásai Japánban a jövőben, ahogy a fiatalabb fogyasztók kevesebb sört isznak az előző nemzedékeknél. A 2013-as évben, Japán öt legnagyobb sörfőzőjének a rendelése  433,55 millió  láda ( egy láda 12,66 liter sör vagy 27 US pint), ami 20%-kal több, mint a csúcsteljesítmény 1992-ben.
Mindazonáltal, a helyben termelt sörök mindössze a hazai termelés 1%-ként van elkönyvelve A helyi adatok szerint a 2012-es év első nyolc hónapjában, a helyi sörök szállítmányai 7,7%-kal növekedtek, Japán nagyobb sörfőzőinek eladásai évről évre csökkentek.
2014 januárjában  a piacon az Asahi 38%-kal, ami a legnagyobb sörgyártó volt Japánban, amit a Kirin 35%-kal, a Suntory pedig 15%-kal követte.

## Sör besorolása
A japán adózási rendszer miatt, a különböző maláta alapú italokat 2 kategóriába sorolják: sör és happosu. Ez a megkülönböztetés azon alapszik, hogy a sörnek mennyi a maláta vagy a hozzátartozó gabona mennyiség, ami alacsony eredménynél happosunak nevezik. A japán szabályozások megtiltották a "sör" (ビール; Hepburn: bīru) szó használatát, ha 67%-nál kevesebb malátát tartalmaz.
2004 óta a sörfőzdék előállítanak még alacsonyabb adójú, nem malátából, hanem szójababból lévő sört, amit nem lehet a sör vagy a happósu kategóriába sorolni. Más néven "harmadik kategóriás sör" (第三のビール; Hepburn: dai-san no bīru),< ref name=JT041307/>, de hivatalosan vegyes alkohol vagy likőr.

## Fő sörgyártók és termékeik
- Asahi Sörgyár
  - Asahi Super Dry
  - Asahi Black
  - Asahi Premium Beer Jukusen
  - Asahi Hon-nama (happósu)

- Kirin Sörgyártó Vállalat
  - Kirin Lager Beer
  - Kirin Ichiban Shibori
  - Kirin Akiaji
  - Kirin Fukkoku Lager
  - Kirin Heartland Beer
  - Grand Kirin
  - Kirin Tanrei (happósu)

- Sapporo Sörgyár
  - Sapporo Black Label
  - Sapporo Lager Beer
  - Sapporo Classic
  - Yebisu
  - Yebisu Black
  - Yebisu – The Hop
  - Hokkaido Nama-shibori (happósu)

- Suntory
  - Suntory Malts
  - Suntory – The Premium Malts
  - Super Magnum Dry (happósu)

- Orion
  - Orion Draft Beer
  - Orion Special
  - Orion Original
  - Orion Southern Star
  - Orion Cider
  - Orion Dry
  - Orion Premium

### Száraz háború
A „száraz háború” vagy ドライ戦争 (どらいせんそう, dorai sensō), azt az időszakot jelenti, amikor Japánban versenyeztek a sörfőző cégek a száraz sörrel szemben. Ez 1987-ben kezdődött azzal, hogy az Asahi Sörgyár piacra a dobta az ”Asahi Super Dry”-t és ennek következtében a többi sörfőzde elkezdett száraz sört gyártani.
A Kirin Sörfőző Cég 50%-ban van jelen a japán hazai sörpiacon, és 1988 februárjában dobta piacra a „Kirin Dry”-t, amit Gene Hackman személyével reklámoztak, majd ezen év áprilisában árulni kezdték a „Kirin Malt Dry”-t. Mindazonáltal, képtelenek voltak az Asahi lendületét túlszárnyalni. 1990-ben a Kirin árulni kezdte az Ichiban Shibori-t, amit kifejezetten az ”Asahi Super Dry” ellen, de ezzel csak a saját „Kirin Lager Beer” márkájuk profitja ellen dolgoztak. A Kirin végül nem tudta visszaszerezni az 50%-os piaci részesedést.
A Sapporo Sörgyár 1988 februárjában piacra dobta a kudarcra ítélt „Sapporo Dry”-t, és 1989 májusában a főterméküket, a „Sapporo Black Label”-t átnevezték Sapporo Draftra egy kedvezőtlen fogadás miatt. Sapporo Dry és Sapporo Draft termelését indításaik után két évvel leállították, majd a Sapporo Draft később visszatért régi nevéhez, a Black Labelhez.
1988 februárjában a Suntory „Malts” márkáját az „I don’t do dry” kampány kereteiben, mialatt kiadták a „Suntory Dry”-t, amit később átneveztek „Suntory Dry 5.5”-t, amit a reklámkampányában Mike Tyson boxolóval népszerűsítettek, és növelték az alkohol tartalmat 5%-ról 5,5%-ra. Méltányos eredményeket ért el, de még így sem tudta lecsökkenteni az „Asahi Super Dry” iránti igényt.

### Időszaki sörök
Japánban sok sörfőzde ajánl különböző, időszakos söröket. Ősszel például az „őszi sörök”-et magasabb alkoholtartalommal főzik, általában 6%-osra a szokásos 5%-os helyett. Például a „Kirin Akiaji” sör. A sörös dobozokat ilyenkor őszi falevelek képével díszítik, amit úgy hirdetnek, hogy ideális innivaló a „nabemono”-hoz. Hasonlóan télen, a dobozon a „Fuyu Monogatari” szerepel.[forrás?]

## Mikrosörfőzők
1994-ben Japán adótörvényei lazábbak voltak a kisebb sörfőzdékkel, amik évente 60000 litert (15850 gal) termelnek. Ezelőtt a változás előtt nem kaphattak engedélyt azok a sörfőzdék, amik évente nem voltak képesek 2 000 000 litert (528 000 gal) előállítani. Ezután rengeteg kisebb sörfőzdét alapítottak Japán szerte.
A törvények lazulása után az 1990-es években az általánosan használt kifejezés a mikrosörfőzőkre  Japánban a  (地ビール; Hepburn: ji bīru) , vagy a „helyi sör” volt, bár a szakemberek a クラフトビア (kurafuto bia) volt, amit a címkéiken is használtak.
Jelenleg több, mint 200 mikrosörfőző működik Japán szerte, amik többsége anyagilag függnek nagyobb szaké gyártóktól, étteremláncoktól, szállodáktól. Japánban a kis sörfőzdék rengeteg különböző sört állítanak elő, beleértve a ales, IPAs, stout, pilsner, weissbier, kölsch, gyümölcsös söröket és a többit. 1994-ben a Liquor Adó Törvény lazulása után volt egy kezdeti fellendülése a mikrosörfőzőknek, de a helyi sörfőzdék minősége vegyes volt, és a kezdeti lelkesedés kiegyenlítődött. A kedvelt alacsony költségvetésű „happosu” (alacsony málata sör) összehasonlítva a magas költségvetésű mikrosörfőzökkel, sok kezdeti mikrosörfőzőt szorított ki a piacról. A fő sörgyártók és a hasonló magas és alacsony költségű főzdék, amik a mikrosörfőzdék kialakulásához vezetett, amiatt is felelt, hogy azok csak kis körben voltak ismertek.
Habár a 2000-es években, köszönhetően az olyan gyáraknak, amik termékei engedélyezettek étterem láncok és bárok számára, együttműködve a mikrosörfőzdékkel, és a többet oktatott fogyasztói alapok egy kitartóan emelkedő hazai igényhez vezetett.  Javított termékminőség, élőszó-marketing, amit megkönnyítettek a társadalmi média-honlapok, a figyelem, amit az USA központú főzdék kaptak, és a növekvő függetlensége a helyi főzdéknek sok kiskereskedelem nyitásához vezetett a városokban, ami hozzájárult a sikeréhez egész  Japánban.
Ma a növekvő számú mikrosörfőzdék fesztiválokat tartanak, mint a Nagy Japán Sörfesztivál, amit évente tartanak Tokióban, Oszakában, Nagojában és Jokohamában.

### Részleges lista a mikrosörfőzőkről Japánban
- Taisetsu Ji Bīru (大雪地ビール?), (Asahikawa, Hokkaidó) Sok díj nyertese, mint a Japán Sör Grand Prix
- Furano Ji Bakushu (富良野地麦酒?), (Furano, Hokkaidó)
- Okhotsk Bīru (オホーツクビール?), (Kitami, Hokkaidó)
- Tokachi Bīru (十勝ビール?), (Obihiro, Hokkaidó)
- Otaru Bīru (小樽ビール?), (Otaru, Hokkaidó)
- Kamui Bīru (カムイビール?), (Ivamizava, Hokkaidó)
- Onuma Bīru (大沼ビール?), (Nanae, Hokkaidó)
- Hakodate Bīru (はこだてビール?), (Hakodate, Hokkaidó)
- Tazawako Bīru (田沢湖ビール?), (Szenboku, Akita) Az első mikrosörfőzde Akita prefektúrában
- Ginga Kogen Bīru (銀河高原ビール?), (Nishivaga, Ivate)
- Miyamori Bīru (みやもりビール?), (Mijamori falu, Ivate)
- Echigo Beer (エチゴビール?), (Niigata)
- Nasu Kogen Bīru (那須高原ビール?), (Naszu, Tocsigi)
- Kiuchi Brewery (木内酒造?), (Naka)
- Sankt Gallen Brewing (サンクトガーレン?), (Acugi, Kanagava)
- Gotenba Kogen Bīru (御殿場高原ビール?), (Gotenba, Sizuoka)
- Baird Brewing Company (合資会社ベアードブルーイング?), (Numazu, Sizuoka)
- Outsider Brewery (アウトサイダー ブルワリー?), (Kofu)
- Yo-ho Brewing (ヤッホー・ブルーイング?), (Karuizava)
- Nagahama Roman Bīru (長浜浪漫ビール?), (Nagahama, Siga)
- Minoh Brewery (箕面ブリュワリー?), (Minoh, Oszaka)
- Awaji Bīru (あわぢビール?), (Avadzsi-sima, Hjogo)
- Rokko Biru (六甲ビール?), (Kobe, Hjogo)
- Doppo (独歩?), (Okajama)
- Matsue Ji Bīru (松江地ビール?), (Macue, Simane)
- Daisen G Bīru (大山Gビール?), (Hóki, Tottori)
- Hideji Bīru ひでじビール (?), (Nobeoka, Mijazaki)
- Zumona Bīru (ズモナビール?), (Tono, Ivate)
- Ishigakijima Bīru (石垣島ビール?), előtte Dachsbräu (Isigaki sziget), 1997 óta
- Nihehdeh Bīru (にふぇーでーびーる?), (Okinava), 2001 óta
- Miyakojima Ji Bīru (宮古島地ビール?), (Mijako sziget), 2010 óta
- Helios Bīru (ヘリオスビール?), (Okinava),  1996 óta

## Felosztási módszer

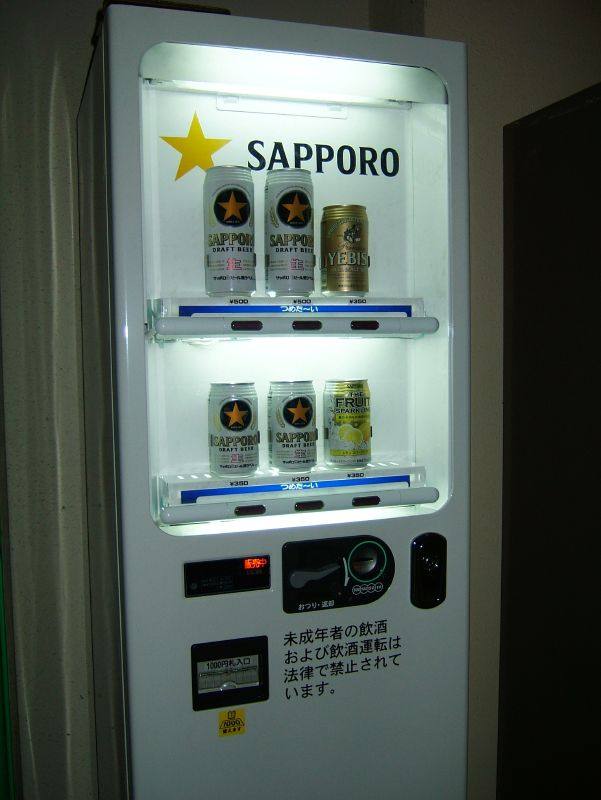
A Sapporo beer vending machine in Hokkaido

Japánban legálisan 20 éves kortól lehet alkoholt fogyasztani. Az éttermeken és bárokon kívül a lehet kapni szupermarketekben, vegyeskereskedésekben, és pavilonoknál a vasútállomásnál. A sörfogyasztás majdnem mindenhol engedélyezett, de a törvények nagyon szigorúan nézik a vezetés előtt , és közbeni alkoholfogyasztást.
Be lehet még szerezni utcai automatákból, bár ezek száma jelentősen csökkent a nagyvárosokban 2012 óta. Néhány gépnek mozgó reklámja van, amit egy beépített kis TV képernyőn lehet látni. Olyan sörreklámokat és hangokat játszanak, amiket tévén látnak és rádióban hallanak. A sör-automatákat 2000 júniusában kezdték csökkenteni a kiskorúak alkoholfogyasztásának megakadályozása miatt.[forrás?]

## Külföldön is elérhető japán sörök
A japán stílusú reklámok a sörfőzésről és sörtermékekről sikeresek lettek világszerte, ahol engedéllyel termelik és forgalmazzák.
Az Egyesült Államokban a 4 fő japán sörgyártó közül 3 elérhető. Ez tartalmazza a Sapporo Draft-ot, Kirin Ichiban-t, és Asahi Super Dry-t. Az Asahi-t a Molson gyártja Kanadában, a Kirin-t a Anheuser-Busch Los Angeles-ben, és a Sapporo is kapható az általa üzemeltetett Sapporo gyárban Ontarioban, Kanadában. Suntory nem kapható. Orion sör kapható, ezt Okinava prefektúrából importálják. A beszerezhetőség egy individuális liquor törvényen alapszik, ami megmagyarázza, hogy miért kapható valahol, míg máshol nem. Például Oklahomában az Asahi Super Dry, a  Sapporo, és Orion elérhető, míg Texasban a Kirin Ichiban az uralkodó.
A Kiuchi sörfőzde volt az első japán mikrosörfőzde, ami sört exportált Japánból.[forrás?]Sok más japán mikrosörfőzde exportál már Észak-Amerikába, Európába, Ausztráliába, Szingapúrba és Hong Kong-ba.

## Házi sörfőzés
Bár technikailag ez illegális, az 1%-osnál magasabb alkoholtartalmú italoknál, a törvény csak ritkán ragad rá a házi sörfőzőkre. Az eszközöket könnyen be lehet szerezni főutcákon és az interneten.

## Fordítás
- Ez a szócikk részben vagy egészben  a    Beer in Japan című angol Wikipédia-szócikk ezen változatának fordításán alapul.  Az eredeti cikk szerkesztőit annak laptörténete sorolja fel. Ez a jelzés csupán a megfogalmazás eredetét és a szerzői jogokat jelzi, nem szolgál a cikkben szereplő információk forrásmegjelöléseként.